# The Veronicas
The Veronicas sind ein australisches Sänger- und Songwriter-Duo, bestehend aus den eineiigen Zwillingen Lisa Marie und Jessica Louise Origliasso (* 25. Dezember 1984 in Brisbane).

## Geschichte
Die Familie Origliasso, bestehend aus den Eltern Colleen und Joseph sowie den Töchtern Lisa und Jessica und dem Sohn Julian, hat italienische Vorfahren. Die Kinder wurden in Brisbane geboren und sind im dortigen Vorort Albany Creek aufgewachsen. Lisa und Jessica besuchten die Wavell State High School. Die beiden machten ihre ersten Erfahrungen im Show-Business in jungem Alter. Sie hatten verschiedene Auftritte in einigen Fernseh-Shows.
Sie wurden 2004 von Sony BMG Music Entertainment/Reprise Records Sire Records entdeckt und für zwei Millionen US-Dollar unter Vertrag genommen. Die beiden Frauen schreiben ihre Songs für sich selbst und andere Künstler. So schrieben sie unter anderem Stücke wie t.A.T.u.s All About Us und What’s Going On? von Australian-Idol-Gewinner Casey Donovan.
Das Debütalbum The Secret Life of …, das in Australien am 17. Oktober 2005 veröffentlicht wurde, stieg auf Platz 7 ein und erreichte Platz 2 der australischen Charts sowie vierfachen Platinstatus. In Neuseeland erreichte das Album Platz 7 der Charts. In den USA wurde es am Valentinstag (V-Day), dem 14. Februar 2006 herausgebracht. Zwei Singles erreichten Platz 1 beim thehothits.com-Countdown, einer populären australischen Publikumsabstimmung.
Ihre Single 4ever wurde im März 2006 als Filmmusik in Amanda Bynes’ She’s the Man – Voll mein Typ! verwendet und diente als Titelmelodie.
Im November 2007 veröffentlichen The Veronicas ihr zweites Album, das den Titel Hook Me Up trägt. Die Singleauskopplung des Titelstücks Hook Me Up erreichte Platz 1 der australischen Singlecharts. Das Album erreichte Doppelplatin (mehr als 140.000 verkaufte Exemplare). Das Album wurde von Greg Wells produziert, der bereits mit Mika, Timbaland und anderen zusammengearbeitet hatte. Als zweite Single wurde der Song Untouched gewählt, der Platz 2 erreichte. Die dritte veröffentlichte Single heißt This Love. Weiterhin wurde das Lied Untouched als Soundtrack in der Fußballsimulation FIFA 09 eingebracht.
Das dritte Album Life on Mars sollte ursprünglich bis Ende 2012 erscheinen. Da sie aber Warner Bros kurz nach der Veröffentlichung der ersten Singleauskopplung Lolita im Juli 2012 verließen und zu einem Independent-Label wechselten, wurde der offizielle Veröffentlichungstermin auf das erste Quartal von 2014 verschoben. Am 6. November gaben sie bekannt, dass sie das Album nicht wie erwartet Life on Mars nennen, sondern You and Me. Am 21. November 2014 wurde das Album unter dem Titel The Veronicas beim neuen Label SONY Australia herausgebracht.

## Namensherkunft
Ihr Name stammt vom Archie-Comics-Charakter Veronica Lodge. Nach einer Klage des Verlags wegen Verletzung von Markenrechten einigte man sich außergerichtlich und vereinbarte eine Cross-Promotion zwischen Band und Comics. So erschien im Dezember 2005 Ausgabe 167 von Veronica als „The Veronicas“-Sonderausgabe mit den Zwillingen auf dem Cover. Diese Ausgabe enthielt einen Code zum Gratis-Download der Single 4ever.

## Diskografie

### Studioalben
| Jahr | Titel               | Höchstplatzierung, Gesamtwochen, AuszeichnungChartplatzierungen (Jahr, Titel, Platzierungen, Wochen, Auszeichnungen, Anmerkungen) | Höchstplatzierung, Gesamtwochen, AuszeichnungChartplatzierungen (Jahr, Titel, Platzierungen, Wochen, Auszeichnungen, Anmerkungen) | Höchstplatzierung, Gesamtwochen, AuszeichnungChartplatzierungen (Jahr, Titel, Platzierungen, Wochen, Auszeichnungen, Anmerkungen) | Höchstplatzierung, Gesamtwochen, AuszeichnungChartplatzierungen (Jahr, Titel, Platzierungen, Wochen, Auszeichnungen, Anmerkungen) | Anmerkungen                             |
| Jahr | Titel               | CH | UK | US | AU | Anmerkungen                             |
| ---- | ------------------- | --- | --- | --- | --- | --------------------------------------- |
| 2005 | The Secret Life of… | CH61 (4 Wo.)CH | — | US133 (2 Wo.)US | AU2 ×4Vierfachplatin · (59 Wo.)AU                                                                                                 | Erstveröffentlichung: 17. Oktober 2005  |
| 2007 | Hook Me Up          | CH38 (4 Wo.)CH | UK35 (2 Wo.)UK | US107 Gold · (18 Wo.)US | AU2 ×2Doppelplatin · (51 Wo.)AU                                                                                                   | Erstveröffentlichung: 3. November 2007  |
| 2014 | The Veronicas       | — | UK49 (1 Wo.)UK | — | AU2 Platin · (23 Wo.)AU | Erstveröffentlichung: 21. November 2014 |
| 2021 | Godzilla            | — | — | — | AU7 (1 Wo.)AU | Erstveröffentlichung: 20. Mai 2021      |
| 2021 | Human               | — | — | — | AU5 (1 Wo.)AU | Erstveröffentlichung: 25. Juni 2021     |
| 2024 | Gothic Summer       | — | — | — | AU6 (1 Wo.)AU | Erstveröffentlichung: 22. März 2024     |

### Livealben
- 2006: Exposed … The Secret Life of Veronicas (AU: ×2Doppelplatin )
- 2009: Revenge Is Sweeter Tour

### Kompilationen
- 2009: Complete
- 2018: Untouched

### EPs
- 2006: AOL Sessions Live
- 2006: Mtv.com Live
- 2006: Unplugged
- 2009: Untouched: Lost Tracks

### Singles
| Jahr | Titel Album                                 | Höchstplatzierung, Gesamtwochen, AuszeichnungChartplatzierungen (Jahr, Titel, Album, Platzierungen, Wochen, Auszeichnungen, Anmerkungen) | Höchstplatzierung, Gesamtwochen, AuszeichnungChartplatzierungen (Jahr, Titel, Album, Platzierungen, Wochen, Auszeichnungen, Anmerkungen) | Höchstplatzierung, Gesamtwochen, AuszeichnungChartplatzierungen (Jahr, Titel, Album, Platzierungen, Wochen, Auszeichnungen, Anmerkungen) | Höchstplatzierung, Gesamtwochen, AuszeichnungChartplatzierungen (Jahr, Titel, Album, Platzierungen, Wochen, Auszeichnungen, Anmerkungen) | Höchstplatzierung, Gesamtwochen, AuszeichnungChartplatzierungen (Jahr, Titel, Album, Platzierungen, Wochen, Auszeichnungen, Anmerkungen) | Höchstplatzierung, Gesamtwochen, AuszeichnungChartplatzierungen (Jahr, Titel, Album, Platzierungen, Wochen, Auszeichnungen, Anmerkungen) | Anmerkungen                                                             |
| Jahr | Titel Album                                 | DE | AT | CH | UK | US | AU | Anmerkungen                                                             |
| ---- | ------------------------------------------- | --- | --- | --- | --- | --- | --- | ----------------------------------------------------------------------- |
| 2005 | 4ever The Secret Life of…                   | DE29 (9 Wo.)DE | AT23 (13 Wo.)AT | CH26 (13 Wo.)CH | UK17 (4 Wo.)UK | US— GoldUS | AU2 Platin · (15 Wo.)AU | Erstveröffentlichung: 15. August 2005                                   |
| 2005 | Everything I’m Not The Secret Life of …     | — | — | — | — | — | AU7 Gold · (22 Wo.)AU | Erstveröffentlichung: 22. November 2005                                 |
| 2006 | When It All Falls Apart The Secret Life of… | — | — | — | — | — | AU7 Gold · (23 Wo.)AU | Erstveröffentlichung: 21. März 2006                                     |
| 2006 | Revolution The Secret Life of…              | — | — | — | — | — | AU18 (13 Wo.)AU | Erstveröffentlichung: 7. August 2006                                    |
| 2006 | Leave Me Alone The Secret Life of…          | — | — | — | — | — | AU41 (2 Wo.)AU | Erstveröffentlichung: 4. November 2006                                  |
| 2007 | Hook Me Up                                  | — | — | — | — | — | AU1 Platin · (23 Wo.)AU | Erstveröffentlichung: 18. August 2007                                   |
| 2007 | Untouched Hook Me Up                        | DE48 (6 Wo.)DE | AT23 (9 Wo.)AT | CH34 (9 Wo.)CH | UK8 Platin · (24 Wo.)UK | US17 ×2Doppelplatin · (20 Wo.)US | AU2 Platin · (29 Wo.)AU | Erstveröffentlichung: 8. Dezember 2007                                  |
| 2008 | This Love Hook Me Up                        | — | — | — | — | — | AU10 Gold · (17 Wo.)AU | Erstveröffentlichung: 12. April 2008                                    |
| 2008 | Take Me on the Floor Hook Me Up             | — | — | — | — | US81 (2 Wo.)US | AU7 Gold · (14 Wo.)AU | Erstveröffentlichung: 26. Juli 2008                                     |
| 2010 | Love the Fall Weary Stars                   | — | — | — | — | — | AU19 (12 Wo.)AU | Erstveröffentlichung: 18. Juni 2010 Michael Paynter feat. The Veronicas |
| 2012 | Lolita –                                    | — | — | — | — | — | AU23 Gold · (10 Wo.)AU | Erstveröffentlichung: 27. Juli 2012                                     |
| 2014 | You Ruin Me The Veronicas                   | — | — | — | UK8 (8 Wo.)UK | — | AU1 ×3Dreifachplatin · (16 Wo.)AU | Erstveröffentlichung: 19. September 2014                                |
| 2014 | If You Love Someone The Veronicas           | — | — | — | UK98 (1 Wo.)UK | — | AU5 Platin · (10 Wo.)AU | Erstveröffentlichung: 21. November 2014                                 |
| 2015 | Chains –                                    | — | — | — | — | — | AU14 (1 Wo.)AU | Erstveröffentlichung: 27. November 2015 mit Tina Arena & Jessica Mauboy |
| 2016 | In My Blood Godzilla                        | — | — | — | — | — | AU1 ×2Doppelplatin · (19 Wo.)AU | Erstveröffentlichung: 10. Juni 2016                                     |
| 2016 | On Your Side Human                          | — | — | — | — | — | AU19 Platin · (9 Wo.)AU | Erstveröffentlichung: 14. Oktober 2016                                  |
| 2019 | Think Of Me Human                           | — | — | — | — | — | AU— GoldAU | Erstveröffentlichung: 2. Mai 2019                                       |

Weitere Singles
- 2008: Popular
- 2015: Cruel
- 2017: The Only High
- 2020: Biting My Tongue
- 2021: Life of Party
- 2021: Godzilla

## Auszeichnungen für Musikverkäufe
| Goldene Schallplatte - Neuseeland - 2006: für das Album The Secret Life of… - 2006: für die Single 4ever - 2015: für die Single You Ruin Me Platin-Schallplatte - Neuseeland - 2020: für die Single In My Blood - 2021: für das Album Hook Me Up |

Anmerkung: Auszeichnungen in Ländern aus den Charttabellen bzw. Chartboxen sind in ebendiesen zu finden.
| Land/RegionAuszeichnungen für Musikverkäufe (Land/Region, Auszeichnungen, Verkäufe, Quellen) | Gold       | Platin       | Verkäufe  | Quellen              |
| -------------------------------------------------------------------------------------------- | ---------- | ------------ | --------- | -------------------- |
| Australien (ARIA)                                                                            | 6× Gold6   | 19× Platin19 | 1.540.000 | aria.com.au          |
| Neuseeland (RMNZ)                                                                            | 3× Gold3   | 2× Platin2   | 65.000    | radioscope.co.nz NZ2 |
| Vereinigte Staaten (RIAA)                                                                    | 2× Gold2   | 2× Platin2   | 3.000.000 | riaa.com             |
| Vereinigtes Königreich (BPI)                                                                 | —          | Platin1      | 600.000   | bpi.co.uk            |
| Insgesamt                                                                                    | 11× Gold11 | 24× Platin24 |           |                      |

## Auszeichnungen
- MTV Australia Video Music Awards: Spankin' New Aussie Artist 2006
- MTV Australia Video Music Awards: Video Of The Year 2006
- Erster Platz bei Channel V’s Top 50 heißeste Frauen in der Musikszene, von der Öffentlichkeit gewählt.

## Sonstiges
- Das Lied Speechless vom Album The Secret Life of the Veronicas wurde durch den Einsatz in einer Raffaello-Werbung bekannt. Allerdings handelt es sich dabei um eine von Alexa Goddard gesungene Coverversion.
- Das Lied Untouched vom Album Hook Me Up wurde durch den Einsatz in der Fußballsimulation FIFA 09 bekannt. In Deutschland wurde der Song allerdings erst 2009 veröffentlicht.
- Sie hatten einen Gastauftritt in Hotel Zack & Cody, wo sie zwei singende Mädchen spielten. Dies war die Folge 65 Teil 2/2, in der Zack und Cody eine Rolle für die Verfilmung ihres Lebens im Tipton bekommen.
- Sie hatten ebenso einen Gastauftritt in der Neuauflage von 90210 Beverly Hills, wo sie in der Episode 23 Zero Tolerance, bei der Prom Night auftraten.
- Die Songs Us Against the World und The Wild Side wurden im Film Hanni & Nanni eingesetzt und sind auch auf dessen Soundtrack-CD vertreten.
- 2007 coverte die australische Garage-Rock-Band The Vines den Song 4ever vom ersten Album von The Veronicas.